# لیوکیاو، گوانگشی
لیوکیاو، گوانگشی (به لاتین: Liuqiao) یک شهرک در جمهوری خلق چین است که در شهرستان فوسوی واقع شده‌است. لیوکیاو ۳۲۷٫۴ کیلومتر مربع مساحت و ۳۳٬۰۰۰ نفر جمعیت دارد.